# Neisi Dajomes
Neisi Patricia Dájomes Barrera (Puyo, 12 de mayo de 1998), es una deportista y campeona olímpica de halterofilia ecuatoriana. Es la primera mujer ecuatoriana en ganar un oro olímpico en la historia de su país. Además de ganar medalla de bronce en Paris 2024 categoría 81kg, es cuatro veces campeona panamericana, y tres veces campeona mundial junior compitiendo en la categoría de 75 kg hasta 2018 y 76 kg a partir de 2018 luego de que la Federación Internacional de Halterofilia reorganizara las categorías, . Es hermana mayor de Angie Palacios, medalla de bronce en Paris 2024 categoría 71kg.

## Biografía

### Primeros años
Nació y creció en la parroquia Shell del cantón Mera, en la provincia amazónica de Pastaza. Es hermana de la también pesista Angie Palacios Dajomes.

### Carrera deportiva
Debutó como campeona mundial de halterofilia Sub-17, en 2013, tras lo cual obtuvo la medalla de plata en los Panamericanos de Toronto 2019 en la categoría juvenil.
Fue campeona mundial en los juveniles de Georgia de 2016, Tokio de 2017 y Tashkent de 2018.
En el Mundial Absoluto de Turkmenistán 2018, obtuvo dos medallas de bronce. Ganó la medalla de oro en el Panamericano de Lima 2019. Con un total de 255 kg, 140 kg en modalidad envión y 115 kg en arranque.
Uno de sus últimos logros fue realizado en Pattaya, Tailandia, el 24 de septiembre de 2019 en la categoría de 76 kg en modalidad de arranque y envión, tras sumar 245 kg en total, se hizo acreedora a dos medallas de bronce.
El 1 de agosto de 2021 logró ganar la medalla de oro en los Juegos Olímpicos de Tokio 2020, en halterofilia categoría 76 kg, siendo de esta manera la primera mujer ecuatoriana en conseguir una presea olímpica.
El 2021 con la compañía de producción Retrogusto Films Inc. anuncia el desarrollo de un documental biográfico de ella y sus compañeras de halterofilia, Angie Palacios llamado Shell: Tierra de campeones.
El año 2023 se anuncia el cambio de nombre de este documental sobre la vida de Neisi a "Neisi: la fuerza de un sueño", dirigido por Daniel Yépez Brito y producido por Irina López Eldredge. Su estreno en salas comerciales a nivel nacional fue el 9 de noviembre del 2023.
En el Campeonato Panamericano de Halterofilia 2023 llevado a cabo en Argentina, ganó medalla de oro en la categoría de arranque y total de 81 kg.
El 6 de junio de 2024, el Comité Olímpico Nacional de Ecuador, la nombró a ella y al marchista olímpico ecuatoriano Daniel Pintado como abanderados oficiales de la ceremonia inaugural de los Juegos Olímpicos de París 2024, sin embargo fue el jinete de doma Julio Mendoza Loor, quien fue el compañero de Dajomes en llevar la bandera en la ceremonia inaugural, reemplazando a Pintado. En agosto de 2024, compitió en la prueba de 81 kg femenino. Fue líder después del Arranque con un levantamiento de 122 kg y bajó al tercer lugar después del Envión con un total de 267 kg.

## Mayores resultados
| Año                                               | Sede                                | Peso                    | Arrancada (kg)          | Arrancada (kg)          | Arrancada (kg)          | Arrancada (kg)          | Dos tiempos (kg)        | Dos tiempos (kg)        | Dos tiempos (kg)        | Dos tiempos (kg)        | Total                   | Rank                    |
| Año                                               | Sede                                | Peso                    | 1                       | 2                       | 3                       | Rank                    | 1                       | 2                       | 3                       | Rank                    | Total                   | Rank                    |
| Representando a Ecuador                           | Representando a Ecuador             | Representando a Ecuador | Representando a Ecuador | Representando a Ecuador | Representando a Ecuador | Representando a Ecuador | Representando a Ecuador | Representando a Ecuador | Representando a Ecuador | Representando a Ecuador | Representando a Ecuador | Representando a Ecuador |
| Juegos Olímpicos                                  | Juegos Olímpicos                    | Juegos Olímpicos        | Juegos Olímpicos        | Juegos Olímpicos        | Juegos Olímpicos        | Juegos Olímpicos        | Juegos Olímpicos        | Juegos Olímpicos        | Juegos Olímpicos        | Juegos Olímpicos        | Juegos Olímpicos        | Juegos Olímpicos        |
| ------------------------------------------------- | ----------------------------------- | ----------------------- | ----------------------- | ----------------------- | ----------------------- | ----------------------- | ----------------------- | ----------------------- | ----------------------- | ----------------------- | ----------------------- | ----------------------- |
| 2016                                              | Río de Janeiro, Brasil              | 69 kg                   | 100                     | 104                     | 107                     | 6                       | 130                     | 135                     | 135                     | 9                       | 237                     | 7                       |
| 2021                                              | Tokio, Japón                        | 76 kg                   | 111                     | 115                     | 118                     | 1                       | 135                     | 140                     | 145                     | 1                       | 263                     | Medalla de oro          |
| 2024                                              | París, Francia                      | 81 kg                   | 118                     | 118                     | 122                     | 1                       | 145                     | 145                     | 151                     | 3                       | 267                     | Medalla de bronce       |
| Campeonato Mundial de Halterofilia                |                                     |                         |                         |                         |                         |                         |                         |                         |                         |                         |                         |                         |
| 2017                                              | Anaheim, Estados Unidos             | 75 kg                   | 103                     | 106                     | 108                     | 2                       | 128                     | 132                     | 135                     | 3                       | 240                     | Medalla de plata        |
| 2018                                              | Asjabad, Turkmenistán               | 76 kg                   | 111                     | 115                     | 117                     | 3                       | 137                     | 142                     | 146                     | 4                       | 259                     | Medalla de bronce       |
| 2019                                              | Pattaya, Tailandia                  | 76 kg                   | 110                     | 115                     | 116                     | 3                       | 135                     | 139                     | 139                     | 4                       | 245                     | Medalla de bronce       |
| Juegos Panamericanos                              |                                     |                         |                         |                         |                         |                         |                         |                         |                         |                         |                         |                         |
| 2015                                              | Toronto, Canadá                     | 69 kg                   | 98                      | 98                      | 100                     | 2                       | 121                     | 123                     | 125                     | 2                       | 225                     | Medalla de plata        |
| 2019                                              | Lima, Perú                          | 75 kg                   | 109                     | 112                     | 115                     | 1                       | 135                     | 135                     | 140                     | 1                       | 250                     | Medalla de oro          |
| 2023                                              | 🇦🇷 Bariloche, Argentina             | 81 kg                   |                         |                         | 115                     |                         |                         |                         |                         |                         | 256                     | Medalla de oro          |
| Campeonato Panamericano de Levantamiento de Pesas |                                     |                         |                         |                         |                         |                         |                         |                         |                         |                         |                         |                         |
| 2017                                              | Miami, Estados Unidos               | 75 kg                   | 103                     | 107                     | 110                     | Medalla de oro          | 128                     | 131                     | 140                     | Medalla de oro          | 241                     | Medalla de oro          |
| 2018                                              | Santo Domingo, República Dominicana | 75 kg                   | 107                     | 111                     | 114                     | Medalla de oro          | 132                     | 137                     | 140                     | Medalla de oro          | 248                     | Medalla de oro          |
| 2019                                              | Ciudad de Guatemala, Guatemala      | 76 kg                   | 104                     | 108                     | 109                     | Medalla de oro          | 131                     | 136                     | -                       | Medalla de oro          | 245                     | Medalla de oro          |
| 2020                                              | Santo Domingo, República Dominicana | 76 kg                   | 110                     | 115                     | 120                     | Medalla de oro          | 135                     | 135                     | 140                     | Medalla de oro          | 250                     | Medalla de oro          |
| Juegos Sudamericanos                              |                                     |                         |                         |                         |                         |                         |                         |                         |                         |                         |                         |                         |
| 2018                                              | Cochabamba, Bolivia                 | 76 kg                   | 105                     | 110                     | 113                     | 1                       | 131                     | 136                     | 140                     | 1                       | 249                     | Medalla de oro          |
| Juegos Bolivarianos                               |                                     |                         |                         |                         |                         |                         |                         |                         |                         |                         |                         |                         |
| 2017                                              | Santa Marta, Colombia               | 75 kg                   | 101                     | 106                     | 107                     | Medalla de plata        | 130                     | 130                     | 130                     | Medalla de plata        | 237                     | Medalla de plata        |
| 2022                                              | Valledupar, Colombia                | 81 kg                   | 110                     | 115                     | -                       | Medalla de oro          | 135                     | 140                     | -                       | Medalla de oro          | 255                     | Medalla de oro          |
| Campeonato Mundial Junior de Halterofilia         |                                     |                         |                         |                         |                         |                         |                         |                         |                         |                         |                         |                         |
| 2016                                              | Tbilisi, Georgia                    | 69 kg                   | 99                      | 103                     | 105                     | 1                       | 123                     | 125                     | -                       | 1                       | 230                     | Medalla de oro          |
| 2017                                              | Tokio, Japón                        | 75 kg                   | 103                     | 106                     | 108                     | 1                       | 128                     | 134                     | 134                     | 1                       | 242                     | Medalla de oro          |
| 2018                                              | Taskent, Uzbekistán                 | 75 kg                   | 105                     | 110                     | 115                     | 1                       | 128                     | 134                     | 140                     | 1                       | 255                     | Medalla de oro          |
| Campeonato Mundial Juvenil de Halterofilia        |                                     |                         |                         |                         |                         |                         |                         |                         |                         |                         |                         |                         |
| 2012                                              | Košice, Eslovaquia                  | 69 kg                   | 85                      | 88                      | 90                      | 2                       | 105                     | 110                     | 115                     | 2                       | 205                     | Medalla de plata        |
| 2013                                              | Taskent, Uzbekistán                 | 69 kg                   | 88                      | 91                      | 93                      | 1                       | 110                     | 112                     | 113                     | 1                       | 206                     | Medalla de oro          |